# Matthiessensche Widerstandseinheit
Die matthiessensche Widerstandseinheit war eine vom britischen Physiker und Chemiker Augustus Matthiessen entwickelte Maßeinheit des elektrischen Widerstands. Matthiessen definierte dabei den Widerstand, der ein reiner geglühter Kupferdraht von einer Mile Länge und einem Durchmesser von 1/16″ bei einer Temperatur von 60 °F aufweist, als eine Widerstandseinheit.
Eine matthiessensche Widerstandseinheit entsprach dabei ca. 13,41 Ω.
Die matthiessensche Widerstandseinheit wird auch manchmal mit der Varley-Einheit verwechselt bzw. fälschlicherweise gleichgesetzt, da beide dieselben Abmessungen aufweisen, allerdings verschiedene Kupferarten als Basis verwendeten, dabei entspricht eine matthiessensche Widerstandseinheit ungefähr die Hälfte der Varley-Einheit.